# Pristimantis luscombei
Pristimantis luscombei (Duellman and Mendelson, 1995) è una rana della famiglia Strabomantidae.